# Eerste brief van Petrus
De eerste brief van Petrus (vaak kortweg 1 Petrus genoemd) behoort tot de algemene zendbrieven in het Nieuwe Testament van de Bijbel.

## Auteurschap
1 Petrus 1:1 identificeert de schrijver als "Petrus, een apostel van Jezus Christus". Daarom wordt traditioneel aangenomen dat de brief rond 60 n.Chr. werd geschreven door de apostel Petrus.
1 Petrus 5:12 noemt Silvanus als medeauteur. Sommigen nemen aan dat daarmee Silas bedoeld werd en dat hij een grote rol heeft gespeeld in de totstandkoming van de tekst. Volgens hen was Silvanus Romeins staatsburger en Griekssprekend. Soms wordt aangenomen dat de tekst Silvanus' uitleg en uitwerking van Petrus' leer was, mogelijk op schrift gesteld na Petrus' dood.
De wetenschappelijke consensus is dat de brief pseudepigrafisch is en dus niet door Petrus geschreven is, maar mogelijk door volgelingen of aanhangers van Petrus aan het einde van de eerste of het begin van de tweede eeuw. Enkele redenen hiervoor zijn:
- In 1:1 noemt de schrijver zich Petrus. Petrus was echter een Galilese, Hebreeuws-sprekende Jood die Simon heette en zou zichzelf hoogstwaarschijnlijk met zijn eigen naam aanduiden. Of eventueel met "Kefas", de naam die in de Paulinische brieven wordt gebruikt (1 Korintiërs 1:12; Galaten 2:9,11).
- De brief is in elegant Koinè-Grieks geschreven. Het is niet waarschijnlijk dat een Galilese visser, die als "ongeletterd" aangeduid werd (Handelingen 4:13) en volgens Papias een tolk nodig had om zich in de Grieks-Romeinse wereld verstaanbaar te maken,[2] zo'n tekst zou (kunnen) schrijven.
- De brief citeert de Hebreeuwse Bijbel vanuit de Septuagint. Van Petrus, die in Palestina geboren werd, is dat zeer onwaarschijnlijk.
- De theologie is deels Paulinisch.
- De brief bevatte traditie-elementen (parenese, belijdenissen, liederen) die zich pas in de 2e eeuw ontwikkeld kunnen hebben.
- De genoemde christenvervolgingen vonden pas plaats tijdens de regering van Trajanus (dus vanaf het einde van de eerste en het begin van de tweede eeuw toen de apostel Petrus al gestorven was). In ieder geval kan niet worden gedoeld op de vervolging door Nero, want deze betroffen niet het christen-zijn, zoals de brief veronderstelt.[3]

Degenen die willen vasthouden aan de traditionele toeschrijving, brengen hierin tegenin:
- Het is niet zeker dat Petrus geen Grieks sprak. Petrus' broer Andreas had een Griekse naam. Anderen denken dat Petrus zeer waarschijnlijk Grieks kende uit zijn jeugd.[4]
- Ook Galaten 2:8 gebruikt Petrus als naam voor Simon. Het staat daarmee vast dat hij wel vaker als Petrus werd aangeduid.
- De auteur kan ervoor gekozen hebben de Septuagint te gebruiken omdat hij zich richtte tot mensen die Grieks spraken. Bovendien had hij Silvanus als secretaris; mogelijk heeft deze de brief van Petrus feitelijk geschreven (zoals ook Paulus zijn brieven dicteerde (Romeinen 16:22)).
- De tegenstelling tussen Paulus en Petrus in Galaten 2:11-21 betrof geen theologische tegenstelling. Paulus verweet Petrus dat hij uit lafheid niet volgens zijn eigen theologie handelt.
- Ook in de eerste decennia vonden reeds christenvervolgingen plaats, zij het niet op grote schaal, maar door lokale overheden.

## Canoniciteit
In het vroege christendom werd vanaf het begin van de 2e eeuw geciteerd uit of gealludeerd op 1 Petrus. Voorbeelden zijn de Brief aan de Filippenzen van Polycarpus, Clemens en de Didachè. Eusebius van Caesarea zei dat Papias had geschreven: "Marcus wordt genoemd in de eerste brief van Petrus". Ireneüs van Lyon citeerde 1 Petrus en noemde de naam van de apostel. In de 3e eeuw geldt dit voor Tertullianus, Origenes en Cyprianus. Deze schrijvers twijfelden niet aan de authenticiteit van de brief, wat een belangrijke factor was in de canonvorming van het Nieuwe Testament.

## Datering
De datering van de brief is verbonden met de kwestie van het auteurschap van de brief. Zij die Petrus verwerpen als auteur, dateren de brief meestal later, dan hen die Petrus als auteur zien.
In de brief klinkt het vermoeden door dat een vervolging op komst is. Deze kan geen betrekking hebben op die van Nero. Deze gebeurde namelijk niet omwille van het christen-zijn, zoals de brief suggereert, en schijnt tamelijk onverwachts en plotseling te zijn begonnen. Om die reden lijkt het meer waarschijnlijk dat de brief enige tijd vóór de vervolging door Domitianus (95-96) is geschreven. Rond 90 is het meest waarschijnlijk, omdat hierdoor ook de verwantschap met 1 Clemens kan worden verklaard. Deze brief gebruikt overeenkomstige ideeën en werd in Rome geschreven.
Een vroegere datering is ook onwaarschijnlijk omdat het christendom Pontus dan nog niet bereikt kan hebben. Daarnaast veronderstelt de afhankelijkheid die 1 Petrus vertoont ten aanzien van de brieven aan de Romeinen en Efeziërs, dat deze twee brieven al een behoorlijke periode in omloop waren.
Baere pleit voor een datering rond 111-112. In die tijd vond een vervolging plaats onder Trajanus, toen Plinius de Jongere gouverneur van Klein-Azië was. De beschrijving die Plinius gaf van zijn ondervinding en zijn methoden komt sterk overeen met 1 Petrus 4:12-16. De argumenten van Baere kennen als bezwaar dat vervolging "om de naam" ook een thema is in de evangeliën. Daarnaast kan worden verondersteld dat zowel Romeinen en Efeziërs als 1 Petrus een beroep doen op gelijkaardig materiaal uit de vroege traditie.

## Plaats van oorsprong
In 5:13 wordt Babylon genoemd als plaats waar de brief geschreven werd. Hiermee kan het oude Babylon niet bedoeld zijn, want deze stad lag in de eerste eeuw n.Chr. in puin. Er is ook geen enkele traditie die enige werkzaamheid van Petrus in dit gebied bevestigt, evenmin als voor het alternatief: de Egyptische militaire kolonie Babylon. Het ligt daarom voor de hand dat "Babylon" de schuilnaam was voor Rome, wat aansluit bij de aanname dat Petrus, net als Paulus, zijn laatste jaren in die stad doorbracht. In sommige Joodse apocriefen wordt Rome zo aangeduid en deze schuilnaam schijnt in de apocalyptiek van de periode na de vernietiging van Jeruzalem door de Romeinen in 70 n.Chr. in opkomst te zijn gekomen. Ook in de Openbaring van Johannes wordt Rome zo genoemd.
Het is echter ook mogelijk dat "Babylon" verwijst naar een ballingschap in algemene zin, in deze wereld, als voorportaal van het hemelse vaderland. Dit wordt in verband gebracht met het feit dat uit de hele brief een gedachte van ballingschap ademt.

## Geadresseerden
Volgens vers 1:1 is de brief aan de gemeenten in Pontus, Galatië, Kappadocië, Asia en Bithynië gericht. Deze namen worden opgevat als aanduiding van Romeinse provincies in Klein-Azië. Pontus en Bithynië leveren dan echter een vraagstuk op, want deze landstreken vormden samen één provincie. Daarom beschouwen sommige auteurs deze namen als de namen van landstreken. In dat geval zouden de gebieden rond Efese en Iconium er niet onder vallen.
De kerken zullen bij het verschijnen van deze brief zowel Joodse als niet-Joodse leden gehad hebben.

## Inhoud en structuur
Als de inleiding (1:1,2) en het slot (5:12-14) wordt weggelaten, resteert een onpersoonlijk schrijven, in geen geval een echte brief. Omdat vooral in het begin van de brief de doop vaak wordt genoemd, wordt vaak aangenomen dat de geadresseerden recent gedoopt waren en de brief in feite een doophomilie is. Naast de homilie, bevat de brief ook vier hymnen (1 Petrus 1:3-5, 2:22-25, 3:18-22 en 5:5-9) en enkele catechetische fragmenten (bijvoorbeeld: 1 Petrus 2:11-3:7 en 3:13-4:6).
De brief begint met een korte adressering gevolgd door een lofprijzing. Daarna volgt een oproep om te leven volgens Gods wil en waakzaam te zijn. Vanaf 2:11 volgt reeks praktische aanwijzingen voor vrije staatsburgers, slaven, vrouwen en echtparen. Vervolgens komt vanaf 3:13 het lijden van de gelovigen aan de orde.
De brief is als volgt opgebouwd:
- Adressering (1:1,2)
- Lofprijzing op Gods heilgaven (1:3-12)
- Oproep tot leven volgens de roeping (1:13-2:10)
- Het christelijk leven in deze wereld (2:11-3:12)
- De christen en het lijden (3:13 - 4:11)
- Slotvermaningen (4:12 - 5:11)
- Groeten (5:12-14)